# Polyankylis australis
Polyankylis australis is een eenoogkreeftjessoort uit de familie van de Polyankyliidae. De wetenschappelijke naam van de soort is voor het eerst geldig gepubliceerd in 2008 door Karanovic.